# Biroella ruthyi
Biroella ruthyi är en insektsart som beskrevs av Bolívar, I. 1914. Biroella ruthyi ingår i släktet Biroella och familjen Morabidae. Inga underarter finns listade i Catalogue of Life.